# The Party's Over (Gilmore Girls)
The party's over es el 95to episodio de la serie de televisión norteamericana Gilmore Girls.

## Resumen del episodio
Después de que Emily descubre que Rory está saliendo nuevamente con Dean, decide entonces hacer una tregua con Richard para organizar una fiesta con alumnos de Yale, con la esperanza de encontrarle un nuevo novio a su nieta. Liz y TJ compran una casa en Stars Hollow, pero a Luke no le emociona mucho eso; luego de enterarse por Kyon que Lane se abrazó con Zach en Luke's, la Sra. Kim se enfurece contra el novio de su hija. Lorelai descubre el talento culinario de Luke por la cocina internacional, así que él decide prepararle una cena romántica. Sin embargo, no cuentan con la llegada de TJ (quien huía de una pelea con Liz) y luego de ésta, arruinándoles así la romántica velada. Zach le cuenta a Lane lo que la Sra. Kim le dijo en la calle, y ella supone que Kyon le contó lo que vio, así que va en busca de ella para enseñarle cómo es en realidad el mundo fuera de la casa Kim. Cuando Rory se da cuenta de que la fiesta era para buscarle un nuevo novio, llama a su madre y Lorelai intenta hablar con Richard y Emily para que detengan la fiesta, pero ambos se justifican diciendo que Dean no siempre estará al lado de Rory. Logan le organiza una fiesta privada en la casa de la piscina, olvidando esta que había quedado con Dean. Cuando sale en su búsqueda este se da cuenta de que no encaja en la nueva vida de Rory y rompe con ella.

## Curiosidades
- Rory le dice a uno de los muchachos que casi tiene 20 años, pero Richard le dice a Lorelai que Rory ya tiene 21.

- Datos: Q6145627